# Gengke
Gengke (kinesiska: 更刻, 更刻乡) är en socken i Kina. Den ligger i provinsen Liaoning, i den nordöstra delen av landet, omkring 150 kilometer nordost om provinshuvudstaden Shenyang. Antalet invånare är 9500. Befolkningen består av 4 638 kvinnor och 4 862 män. Barn under 15 år utgör 14,0 %, vuxna 15-64 år 78 %, och äldre över 65 år 7,0 %.
Genomsnittlig årsnederbörd är 1 072 millimeter. Den regnigaste månaden är augusti, med i genomsnitt 241 mm nederbörd, och den torraste är januari, med 10 mm nederbörd.